# Erhard Jähnert
Erhard Jähnert (Alemanha, 17 de agosto de 1917 - 23 de julho de 2006, Jever, Alemanha) foi um piloto alemão da Luftwaffe durante a Segunda Guerra Mundial. Voou 622 missões de combate, nas quais destruiu 25 tanques inimigos. Num único dia, Jähnert destruiu 3 contratorpedeiros russos.